# NK Pomorac Kostrena
NK Pomorac Kostrena was een Kroatische voetbalclub uit Kostrena, een buitenwijk van Rijeka aan de Adriatische zee. Kostrena is bekend om haar maritieme traditie, wat men ook terug zag in de naam van de voetbalclub, want het woord "pomorac" betekent "marinier" of "zeeman" in het Nederlands.
De club werd opgericht in 1921, en speelde tijdens haar laatste jaren in de Druga HNL. De club uit Kostrena eindigde in 2009/2010 en in 2011/2012 als tweede in de competitie, maar promoveerde niet aangezien ze geen vergunning kon verkrijgen om in de Prva HNL te spelen.
In oktober 2014 werd NK Pomorac Kostrena opgeheven vanwege financiële problemen.

## Geschiedenis
Sinds de onafhankelijkheid van Kroatië in 1992 speelde NK Pomorac Kostrena in de Treća HNL, totdat de Kroatische voetbalclub promoveerde in 1995/1996 naar de Druga HNL. NK Pomorac Kostrena speelde in de tweede Kroatische competitie van 1996/1997 tot en met 2000/2001, toen ze promoveerden naar de Prva HNL. De club speelde twee seizoenen in de Kroatische topcompetitie. Het eerste seizoen in de Prva HNL was de meest succesvolle, omdat de club als zevende eindigde in de competitie en de kwartfinale wist te bereiken van de Kroatische voetbalbeker. Sinds 2003 speelde de club in de Druga HNL, waar ze elk seizoen eindigde in de top van de competitie.
Op 19 oktober 2014 werd NK Pomorac Kostrena na 93 jaar opgeheven, vanwege een schuld van 800.000 kuna.

## Erelijst
| Nationaal        |    |                      |
| Treća HNL - West | 2x | 1995/1996, 1998/1999 |

## Bekende ex-spelers
- Nemanja Čorović
- Božidar Janjušević
- Antonio Mance
- Draž Pilčić
- Martin Šaban
- Ivor Weitzer